# サロガシー
『サロガシー』は、2021年3月25日（24日深夜）の木曜 0時55分 - 1時55分（水曜深夜）にフジテレビ系で放送のテレビドラマ。第32回フジテレビヤングシナリオ大賞を受賞した的場友見の脚本によるテレビドラマ化で、主演はドラマ初主演となる堀田真由。

## あらすじ
- サロガシー#あらすじを参照のこと。

## キャスト
江島環
演 - 堀田真由（幼少期：河野彩吹）
建築士。同性愛者である兄のために代理母出産を決意する。圭人の精子を使って妊娠し、現在妊娠6ヶ月。出産は無痛分娩を希望している。母親が男の子を欲しがっていたことを薄々感じ取っており、女に生まれたことに複雑な感情を持っている。
江島聡
演 - 細田善彦（少年期：白鳥晴都）
環の兄で、男性同性愛者。一流大学を出て一流企業に勤めていたが、子育てに専念するため、現在は仕事を辞めてフリー。
野池幸四郎
演 - 田村健太郎
環の同僚で、よき理解者。環が妊娠した事を知ってとても喜ぶ。
水野圭人
演 - 猪塚健太
男性同性愛者で、聡のパートナー。UIS銀行勤務。
西岡麻友
演 - 松本若菜
産婦人科医で、聡の元彼女。環の主治医。
江島忠
演 - 井上肇
環と聡の父。
江島彰子
演 - 宮田早苗
環と聡の母。環の女性性に対して過剰なまでの嫌悪感を示す。長男の聡は溺愛しているが、娘の環には辛くあたる。
神谷晃
演 - 斎藤工（友情出演）
環が勤務する会社の先輩。

## スタッフ
- 脚本 - 的場友見（第32回フジテレビヤングシナリオ大賞受賞者）
- プロデュース - 荒井俊雄
- 演出 - 清矢明子